# Nagasawa-Wasserfall
Der Nagasawa-Wasserfall (japanisch 長沢の滝 Nagasawa-no-taki) liegt in der Präfektur Kōchi auf Shikoku an einem gleichnamigen Zufluss des Kitagawa (北川). Dieser verläuft nach Südwesten, wo er in den Yusuhara (梼原川) mündet und dieser in den Shimanto, der bei der Tosa-Bucht in die Philippinensee läuft. Er ist seit dem 2. April 1985 als Landschaftlich Schöner Ort auf Präfekturebene ausgewiesen sowie als Naturdenkmal. Die Fallhöhe beträgt etwa 34 Meter. Eine Fußgängerbrücke verläuft quer vor dem Wasserfall.

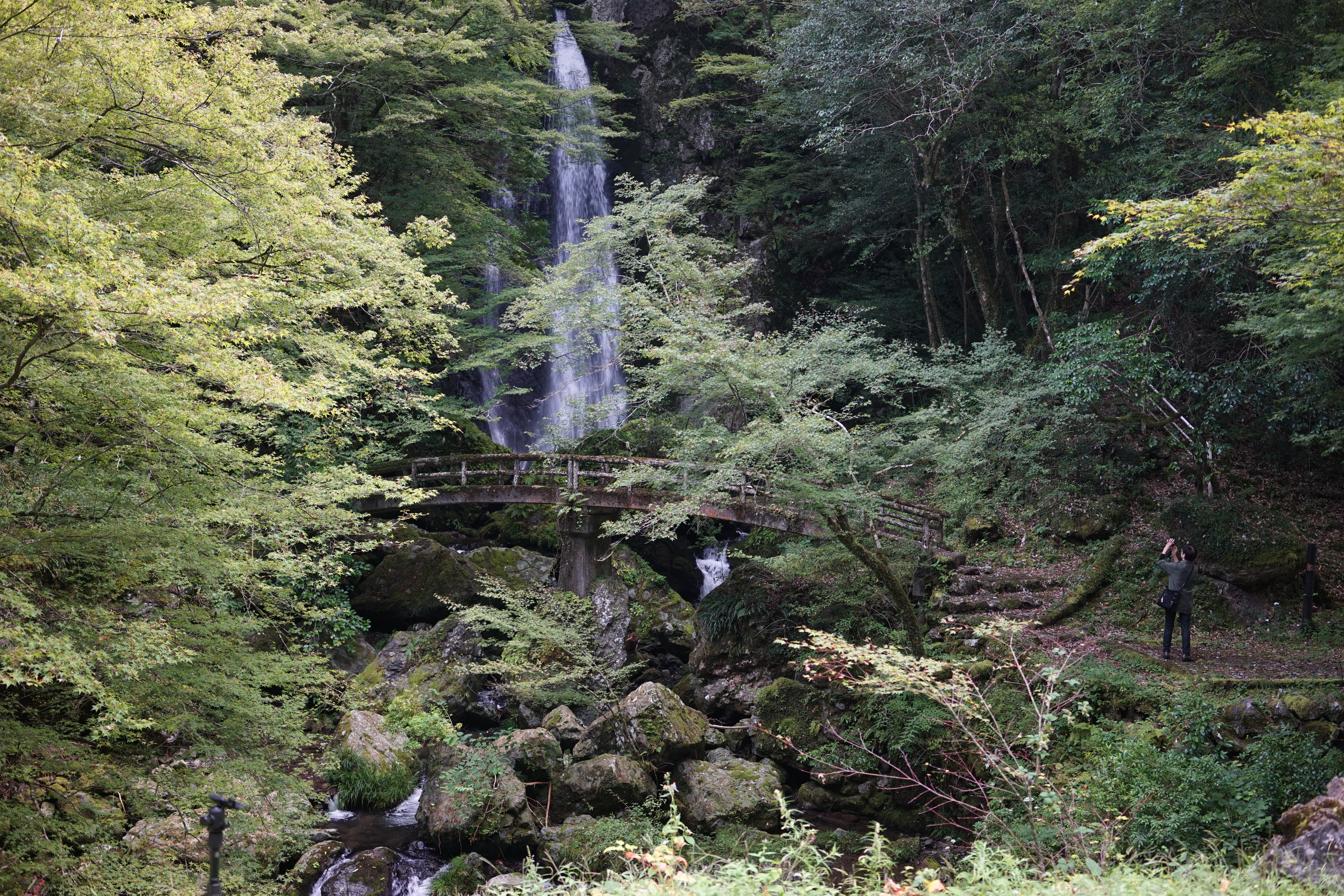
Wasserfall und Brücke
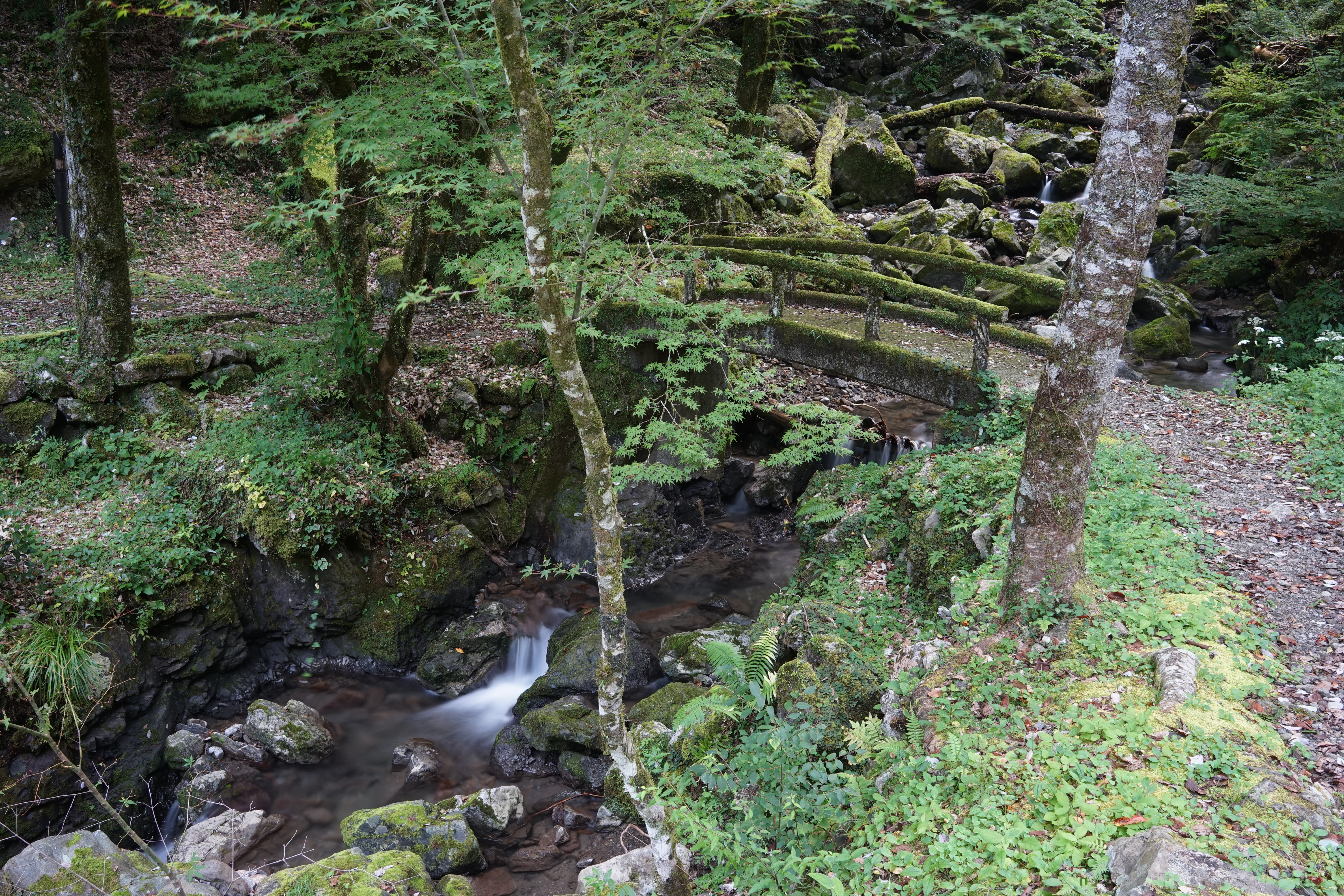
Unterhalb des Wasserfalls